# Ovidiu Tonița
Ovidiu Toniţa (nacido el 6 de agosto de 1980 en Bârlad) es un exjugador de rugby rumano que se desempeñaba de flanker o número 8. 
Destaca por su tamaño, que es considerado inusual para su posición en el campo.
En 1999, a los 19 años de edad, hizo su debut internacional como reserva para el equipo nacional rumano, siendo uno de los jugadores más jóvenes en la Copa del Mundo de Rugby de 1999. Su debut en un test match fue contra Marruecos en Casablanca el 6 de febrero de 2000. Ganó sus primeras 14 caps como segunda línea, y se estableció como flanker después de trasladarse a Perpignan.
Fue incluido en la selección rumana para la Copa Mundial de Rugby de 2003. Estuvo lesionado tres meses a principios de 2005 e intervino en la Copa Mundial de 2007 donde fue vicecapitán de Rumanía. Durante este último evento, mientras Rumanía se preparaba para enferntarse a Escocia, Toniţa fue considerado "quizás un jugador de clase mundial (rumano)" en un artículo de Scotsman. Un análisis del equipo ruimano, publicado por The West Australian, señaló que Toniţa "es de calidad superior en la melée", mientras consideraba que, dados los pobres resultados de Rumanía: "Lo triste para él es que juega con la generación equivocada de jugadores." También participó en la Copa Mundial de Rugby de 2011.
Ha sido seleccionado para la Copa del Mundo de Rugby de 2015. En el partido contra Irlanda, que terminó con victoria irlandesa 44-10, Tonita logró un ensayo.